# Станція закритого типу

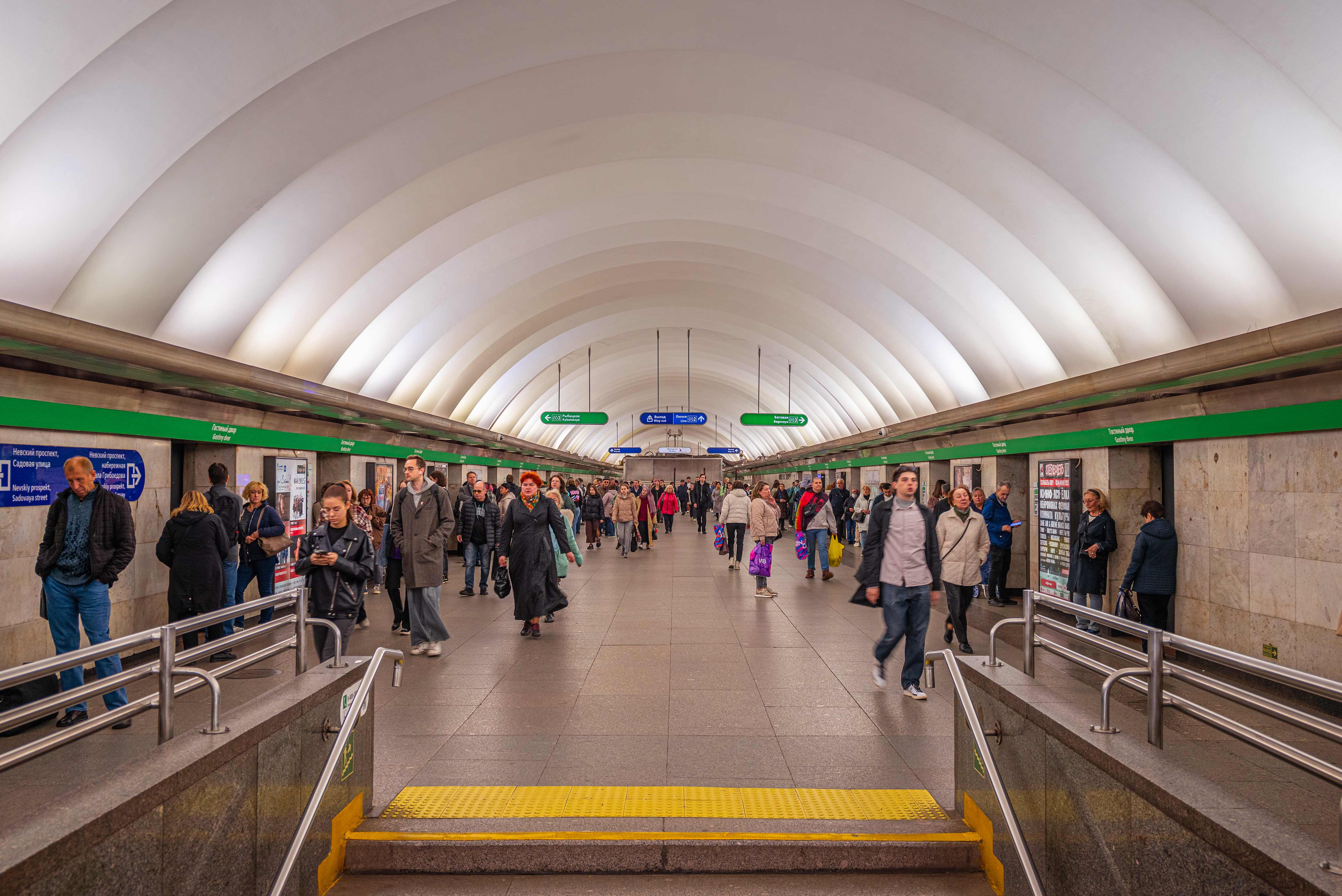
Станція «Гостиний двір»

Типова конструкція станції закритого типу («горизонтальний ліфт»)

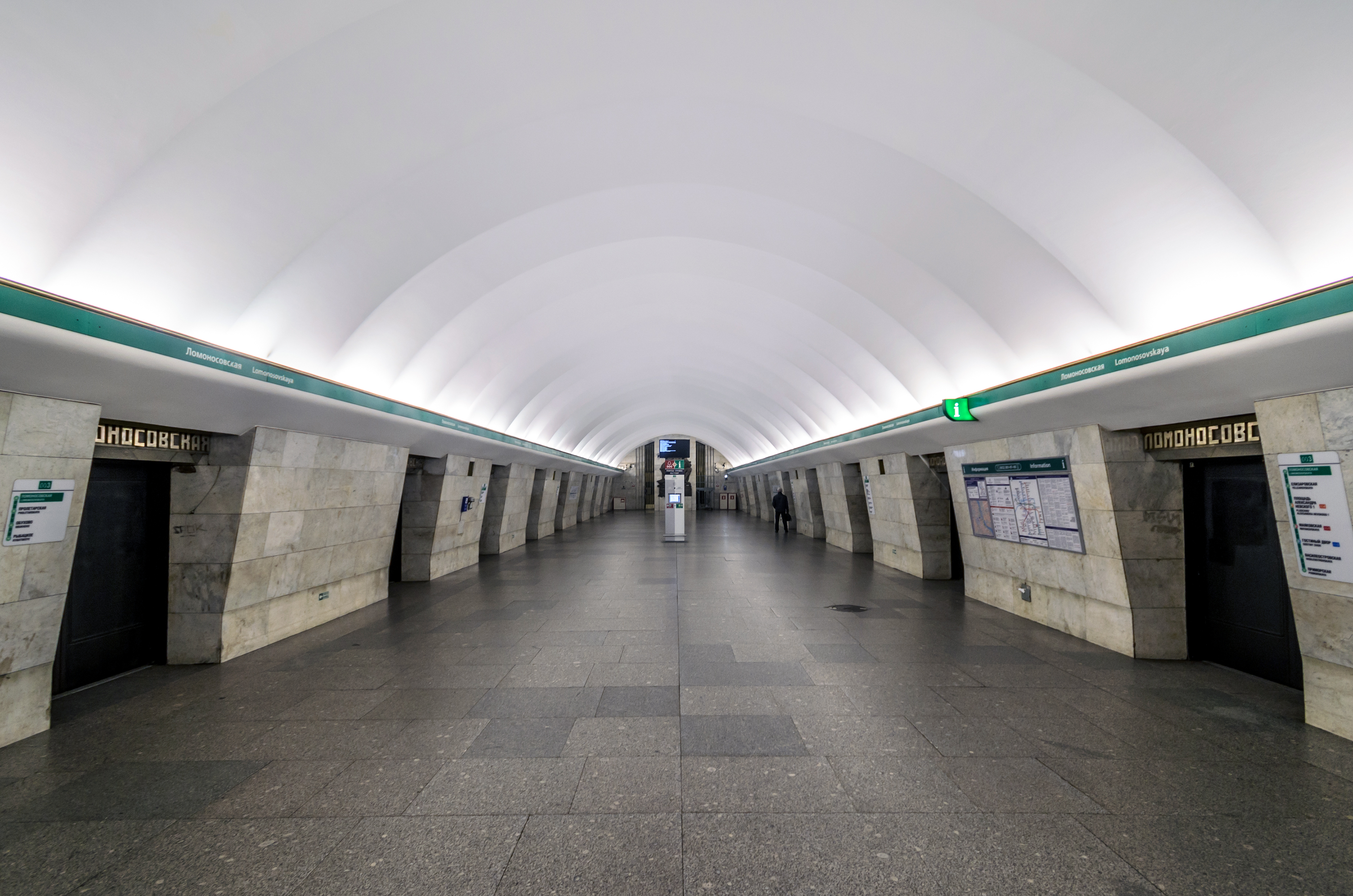
Станція «Ломоносовська»

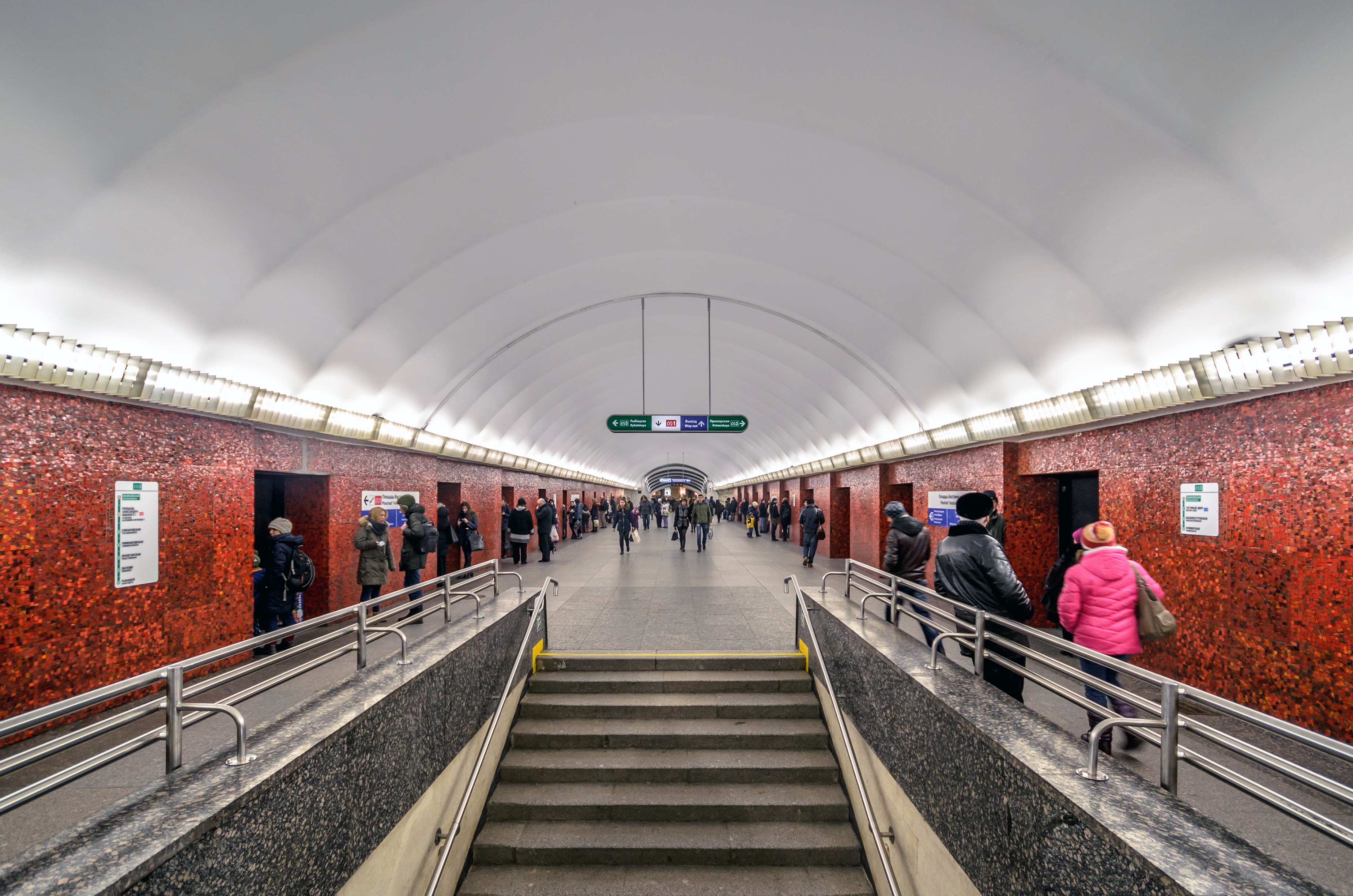
Станція «Маяковська» Петербурзького метро

Ста́нція закри́того ти́пу («горизонтальний ліфт») — особливий тип колонно-стінної станції метрополітену глибокого закладення без берегових посадочних платформ. Особливістю є те, що обабіч центрального залу є отвори, закриті станційними дверима, що відокремлюють залу від прибуваючих потягів.
Потяги зупиняються з таким розрахунком, щоб двері його вагонів точно збігалися з дверима залу. Поєднання дверей потяга та станції здійснюється машиністом за освітленим знаком «Зупинка першого вагона». Контроль за поєднанням відбувається за допомогою СОСД, що складається з блоку ламп і фотоелемента, що є лише на рівні першого вагона.
Спеціальний пристрій синхронізує час, черговість і швидкість відкриття та закриття дверей вагонів і станції. Відкриття дверей може здійснюватися як автоматично, так і з пульту управління машиністом. Також є можливість позаштатного відкриття конкретних дверей ключем з платформи. При прибутті потяга спочатку відчиняються станційні двері, а через 1—2 секунди — двері потяга. При відправленні все робиться навпаки: спочатку зачиняються двері потяга, потім — двері станції.
Щоб уникнути потрапляння пасажирів і сторонніх предметів між станційними дверима і потягом, встановлено системи УФКП (підмінна) і РУБЕЖ-3М (основна), які за допомогою інфрачервоного променя визначають, чи вільний просвіток між поїздом і станційною стіною. При потраплянні будь-чого в цей простір у рейковий ланцюг подається нульова частота для заборони відправлення потяга.
Тип таких станцій також має умовну назву «горизонтальний ліфт» за схожість із ліфтами, які мають розсувні двері кабіни, котрі відкриваються одночасно із дверима шахти, розташованими на майданчику відповідного поверху.

## Історія
«Горизонтальні ліфти» в СРСР будувалися лише в Ленінграді. Спочатку пропозиції щодо застосування такого типу було висунуто щодо станції «Чернишевська». Але першу у світі станцію типу «горизонтальний ліфт» побудовано в підземному залі станції «Парк Перемоги». Станцію відкрито в 1961 році, її розробкою займався А. К. Андрєєв. Нововведення з «горизонтальним ліфтом» прижилося лише на невських берегах; більше подібних станцій не будували.
Як переваги будівництва подібних станцій наводилися такі аргументи:
- Скорочення термінів спорудження станції і зниження собівартості робіт.
- При спорудженні станції найбільше застосовуються індустріальні методи й механізація робіт.
- Пасажири та обслуговуючий персонал станції повністю ізолюються від рухомого складу, колійного господарства й контактної мережі.
- Станція закритого типу — досконаліша споруда, яка найбільше використовує досягнення автоматики.
- Для пасажирів створюються найкомфортніші умови перебування на станції, оскільки знижується шум від поїздів, що проїжджають.

Але вирішальним чинником застосування станцій закритого типу все ж таки було здешевлення й прискорення будівництва. Прискорення забезпечувалося за рахунок простішої технології будівництва станції, коли перегінні тунелі станції проходять транзитом, з укладанням в них спеціальних тюбінгів, завдяки чому не треба перемонтовувати і розвертати прохідницький щит. Далі проходять станційний зал і розкривають отвори. Усе це у поєднанні зі зменшенням обсягу оздоблювальних робіт і матеріалів (відсутня необхідність обробки станційних тунелів) дозволяло приблизно на чверть здешевити будівництво.
Станції закритого типу необхідно відрізняти від поширених останнім часом в інших країнах, особливо у країнах із спекотним кліматом, станцій з так званим «закритим повітряним контуром» («Platform screen doors»). Їх легко можна відрізнити наявністю платформи (у «горизонтальних ліфтів» платформ немає), відокремленої від колії дверима, які ізолюють тунелі Центрального залу та не впливають на конструкцію станції. Причина будівництва подібних станцій і спорудження платформових дверей на діючих станціях — необхідність розділити повітряні контури станції і тунелю й підвищення умов кондиціювання.
Також в останні роки на деяких старих перевантажених станціях — наприклад, у Парижі — уздовж краю платформи стали встановлюватися прозорі невисокі бар'єри з дверцятами, завдання яких полягає у недопущенні падіння людей на колії. Аналогічно станціям з закритим повітряним контуром дані станції не є станціями закритого типу.
Всього було побудовано десять станцій закритого типу (в дужках дата введення в експлуатацію):
1. «Парк Перемоги» (29 квітня 1961)
2. «Петроградська» (1 липня 1963)
3. «Василеострівська» (3 листопада 1967)
4. «Гостиний двір» (3 листопада 1967)
5. «Маяковська» (3 листопада 1967)
6. «Площадь Олександра Невського I» (3 листопада 1967)
7. «Московська» (25 грудня 1969)
8. «Єлізаровська» (21 грудня 1970)
9. «Ломоносовська» (21 грудня 1970)
10. «Зоряна» (25 грудня 1972)

Пізніше з'ясувалися недоліки подібного типу станцій. Станції виявилися складніші і дорожчі в експлуатації. Устаткування станційних дверей має потребу обслуговування. Знижується пропускна здатність станції — при зупинці поїзда доводиться точно поєднувати двері поїзда з дверима станції, що зумовлює збільшення часу стоянки, як наслідок, збільшення інтервалів руху поїздів. Площа станції майже в тричі менша від звичайної, що також знижує пропускну спроможність. Окремо слід відзначити, що для Ленінградського метрополітену довелося конструювати нові типи рухомого складу, оскільки потрібно було витримати зумовлений станціями інтервал між дверима вагонів.
Будівництво станцій закритого типу велося в Ленінграді до розробки конструкції і індустріального алгоритму спорудження односклепінної станції. У результаті відмовилися від використання першого типу на користь другого.
На початку XXI сторіччя будівництво станцій закритого типу вирішили відновити в Новосибірському метрополітені. Станція «Золота Нива», яку запустили в експлуатацію 7 жовтня 2010 року, будувалась за закритим типом. За словами проектувальників, це здешевлює будівництво станції: на першому етапі проводиться наскрізна проходка тунелів через станцію, потім поміж ними споруджується платформа, оброблення тунелів не потрібне. Особливість новосибірської станції у тому, що вона мілкого закладення.

## Типи
Технологія горизонтального ліфта буває двох типів:
- Платформні розсувні двері — система, що складається з бар'єру у вигляді стіни з розсувними дверима, найчастіше зі скла, що доходять до стелі і повністю ізолюють станцію від колій (наприклад, метро Копенгагена).
- Автоматичні платформні ворота — система, що складається з бар'єру у вигляді огорожі різної висоти з розсувними дверима, найчастіше зі скла, що не доходить до стелі і не ізолює повністю станцію від колій, вона зазвичай становить лише половину висоти системи платформних розсувних дверей (наприклад, станція Сін-Накано), але іноді воно досягає висоти поїзда (наприклад станція Ang Mo Kio MRT).

### Платформні розсувні двері
Переваги:

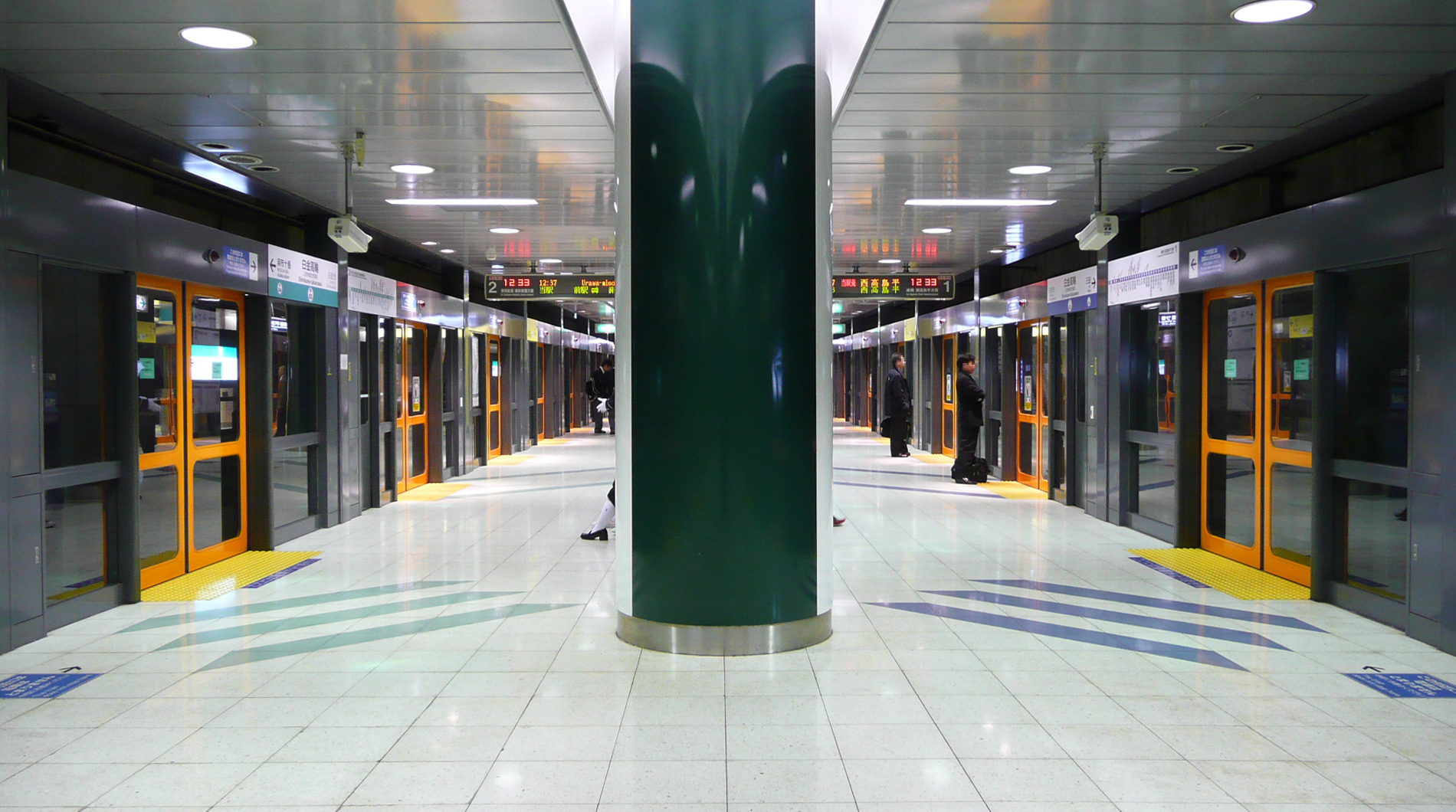
Станція Сіроканедай ліній Намбоку і Міта в Токійському метро

- Запобігає випадковому падінню людей на колії.
- Зменшує ризик нещасних випадків.
- Покращує клімат-контроль на станції (опалення, вентиляція і кондиціонування повітря більш ефективні, коли станція ізольована від тунелю).
- Покращує безпеку — доступ на залізничні колії і до тунелів обмежений.
- Більш низькі витрати — усуває необхідність використання машиністів і кондукторів при використанні в поєднанні з автоведенням, тим самим знижуючи витрати на зарплатню робітникам.
- Запобігає падінню на колії сміття, яке може бути пожежонебезпечним.
- Поліпшення якості звуку оголошень на платформі, оскільки фоновий шум від тунелів і потягів зменшується.

Основним недоліком цієї системи є її вартість: установка зазвичай коштує кілька мільйонів доларів США за кожну станцію. При використанні для модернізації старих станцій ця система обмежує тип рухомого складу, який може використовуватися на лінії, тому що двері на поїздах повинні мати точно таке ж розташування, що і двері платформи. Це призводить до додаткових витрат через модернізацію та закупівлю рухомого складу. Вона також перешкоджає природній вентиляції, збільшуючи витрати на клімат-контроль.
Двері також створюють власні ризики для безпеки. Головний ризик полягає в тому, що люди можуть опинитися в пастці між дверима платформи і вагоном поїзда та можуть бути розчавлені, коли поїзд почне рухатися. Випадки цієї події рідкісні і можуть залежати від СКУД і дизайну дверей.

### Автоматичні платформні ворота

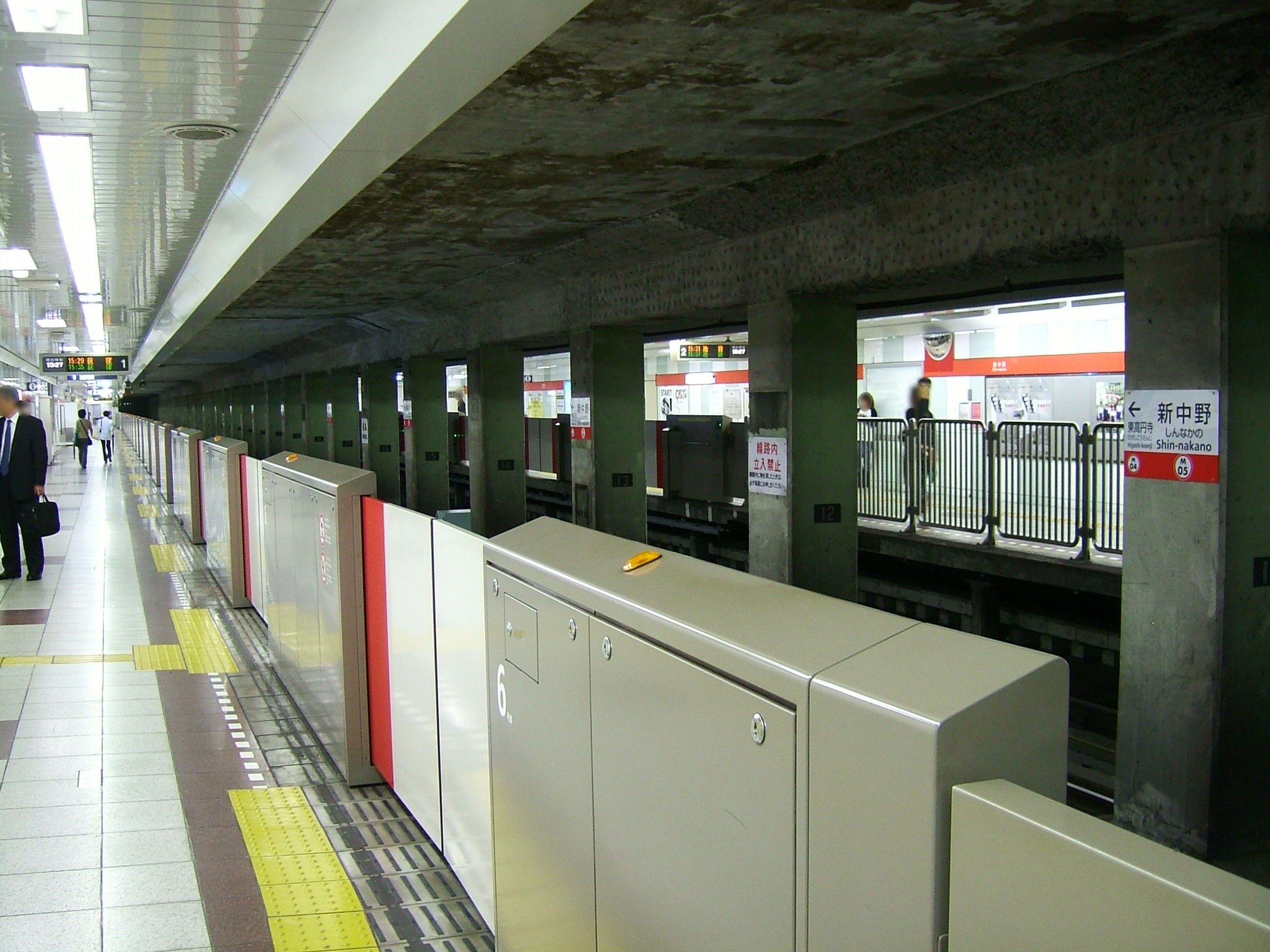
Станція Сін-Накано лінії Маруноучі в Токійському метро

Ця система складається з бар'єру у вигляді огорожі з дверима, висота якого зазвичай становить лише половину висоти системи платформних розсувних дверей. Розташовується на краю залізничних платформ з метою запобігання випадкового падіння пасажирів на залізничні колії. Подібно до системи платформних розсувних дверей, двері на станції відкриваються і закриваються одночасно з дверима поїзда.
Установка цієї системи дешевша, ніж системи платформних розсувних дверей, тому деякі залізничні компанії обирають цю систему при модернізації старих станцій і установці на нових як варіант для підвищення безпеки на залізничних платформах і в той же час без використання системи кондиціонування повітря на користь природної вентиляції. Проте ця система менш ефективна, ніж система платформних розсувних дверей, адже не повністю ізолює станцію від залізничних колій і не допомагає в разі навмисного потрапляння людей на залізничну колію.

## За країнами

### Австралія
У Сіднейському метрополітені на всіх підземних станціях встановлені платформні розсувні двері, а на всіх наземних встановлені автоматичні платформні ворота.

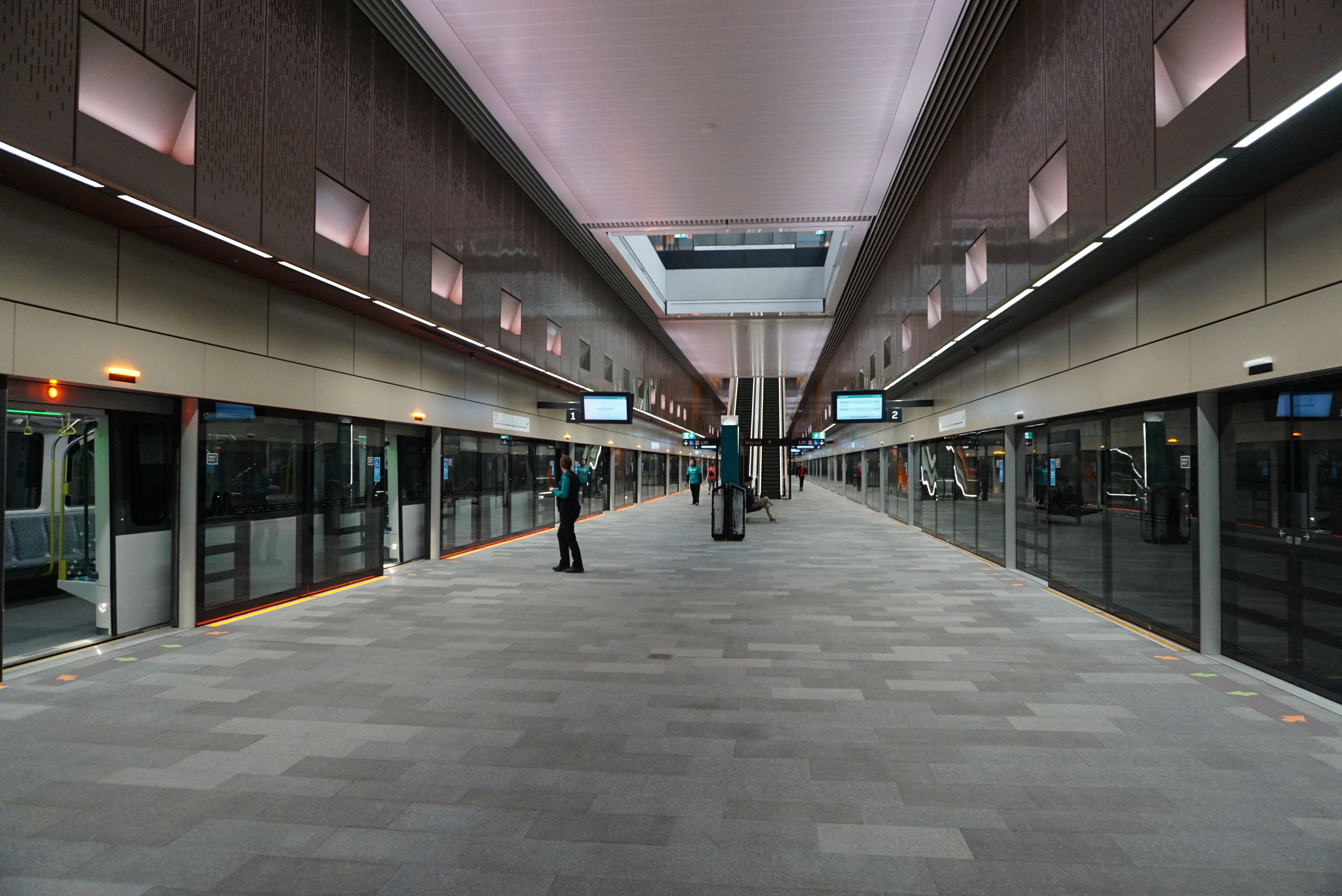
Станція Castle Hill Сіднейського метрополітену
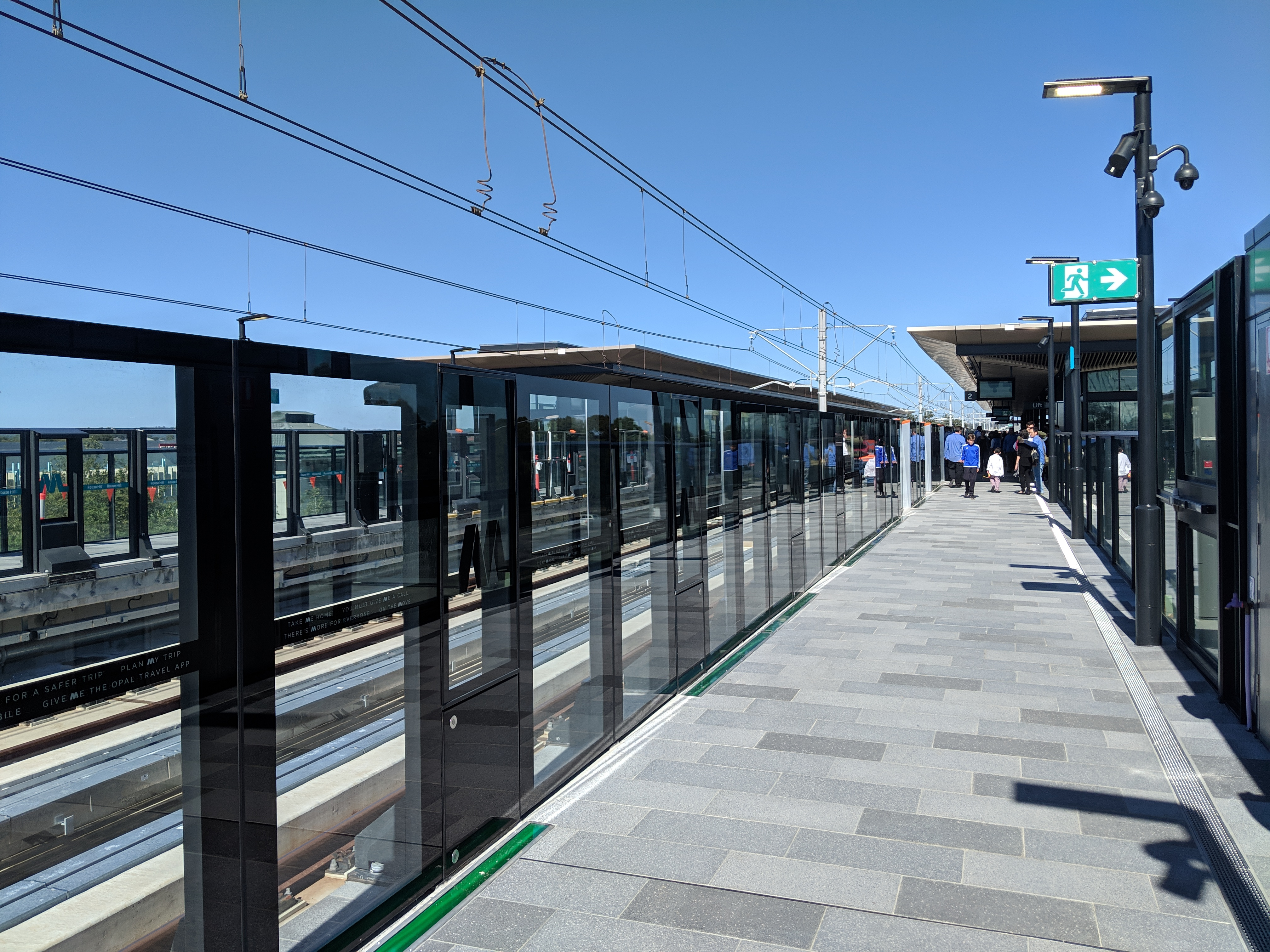
Станція Rouse Hill Сіднейського метрополітену.

### Бразилія
Вперше в Бразилії і загалом у Латинській Америці платформні розсувні двері були встановлені в 2010 році на станції Sacomã у метрополітені Сан-Паулу. На всіх станціях 4 і 15 ліній і на деяких станціях 2, 3 і 5 ліній наразі також встановлені платформні розсувні двері. Планується їх встановити ще на 41 станції 1, 2 і 3 ліній до кінця 2021 року, а також на всіх станціях 5 лінії до кінця 2020 року.

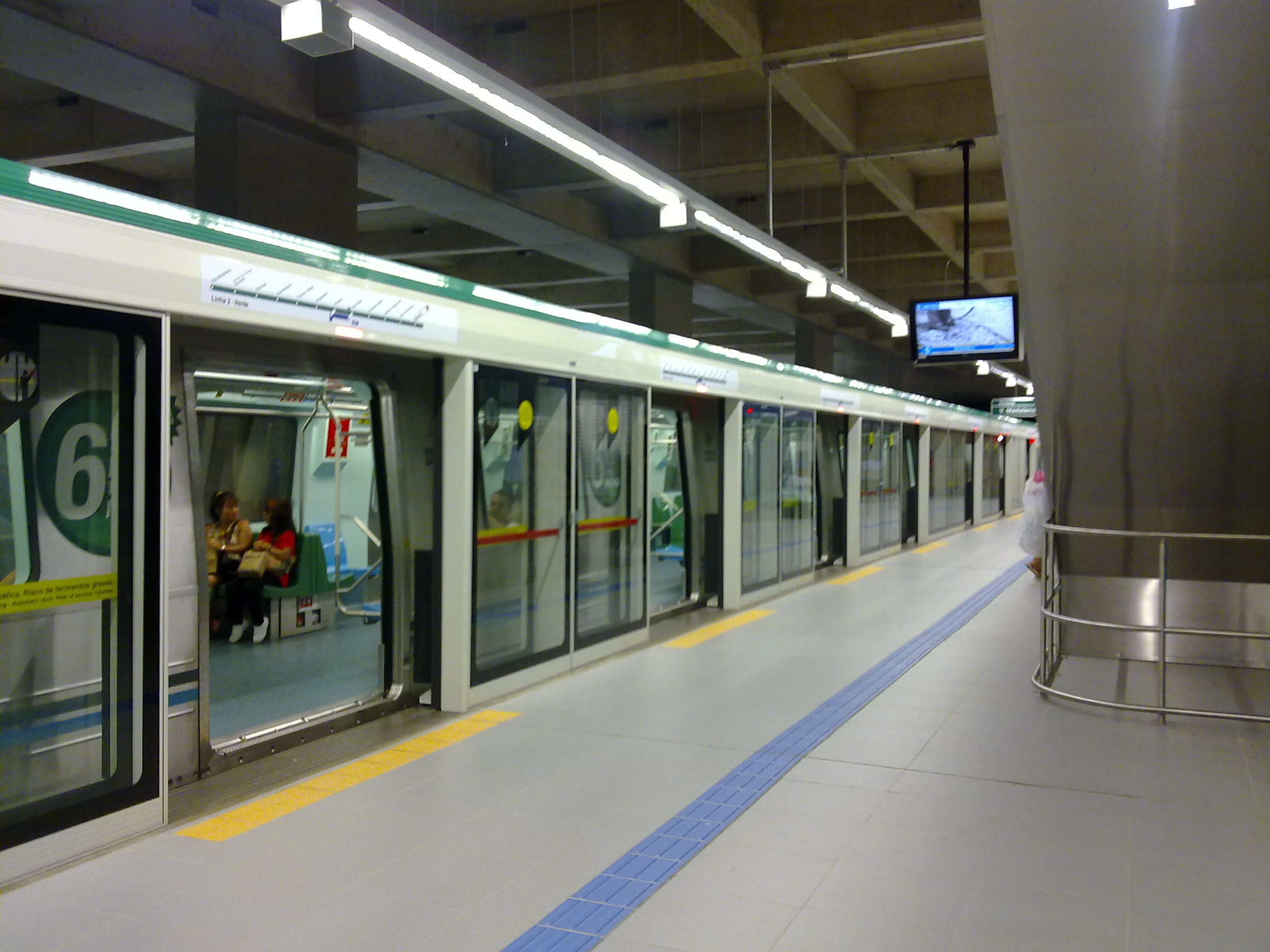
Станція Sacomã метрополітена Сан-Паулу - перша в Бразилії та Латинській Америці, де були встановлені платформні розсувні двері.
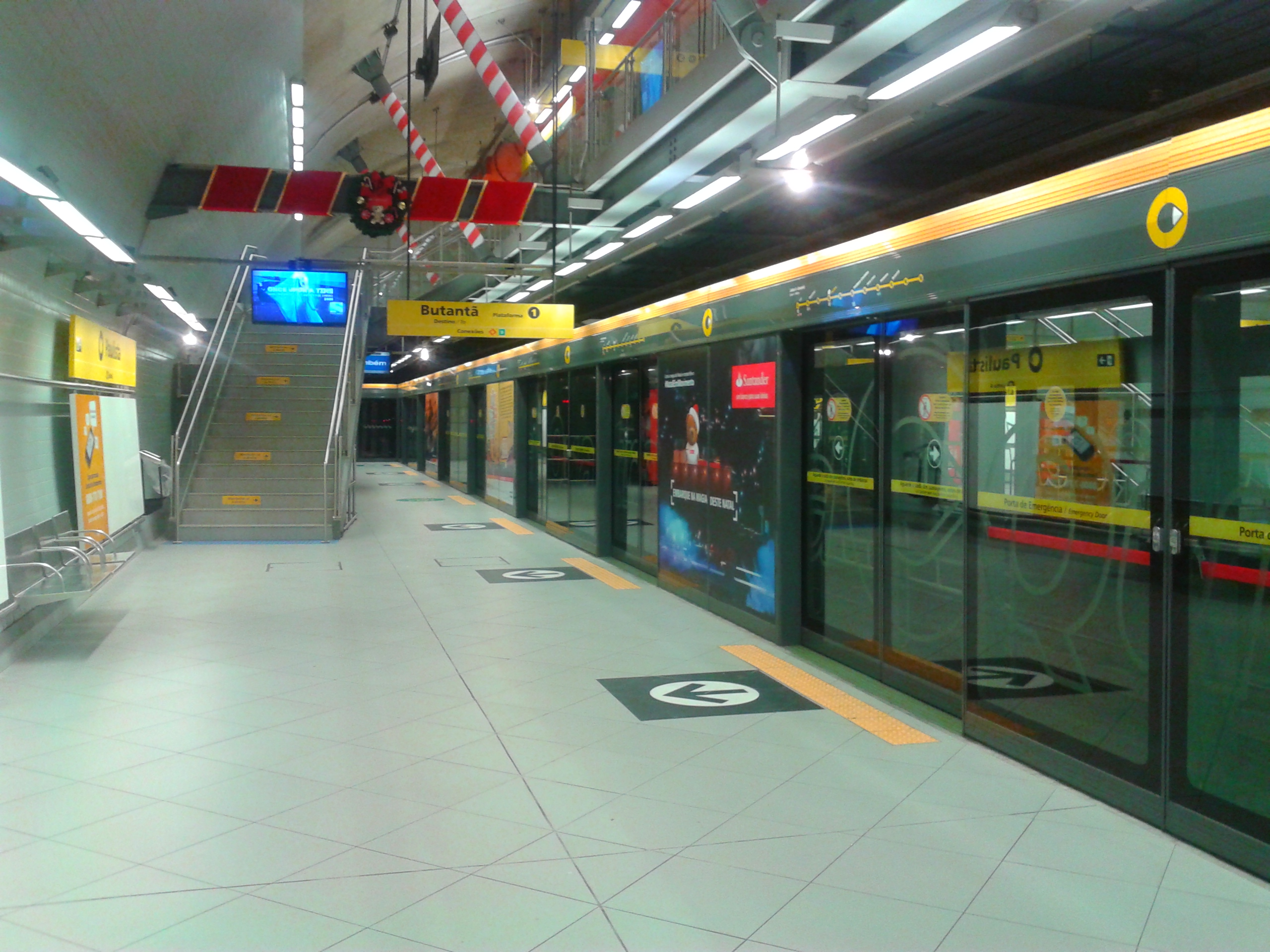
Станція Paulista метрополітена Сан-Паулу.

### Болгарія
На всіх станціях третьої лінії Софійського метрополітену наразі встановлені автоматичні платформні ворота. [51] [52] [53] [54] [55] [56] [57] На двох станціях 1 лінії Софійського метрополітену «Ополченські» і «Васіл Левскі» встановлені підйомні бар'єри. До 2022 року на 12 станціях 1 лінії Софійського метрополітену будуть встановлені підйомні бар'єри через різну конфігурацію розташування дверей на різних рухомих складах для безпеки пасажирів . [58] [59] [60] Болгарія є другою посткомуністичною країною після Росії, яка встановила систему горизонтального ліфта на станції метрополітену і першою встановила підйомні бар'єри та автоматичні платформні ворота.

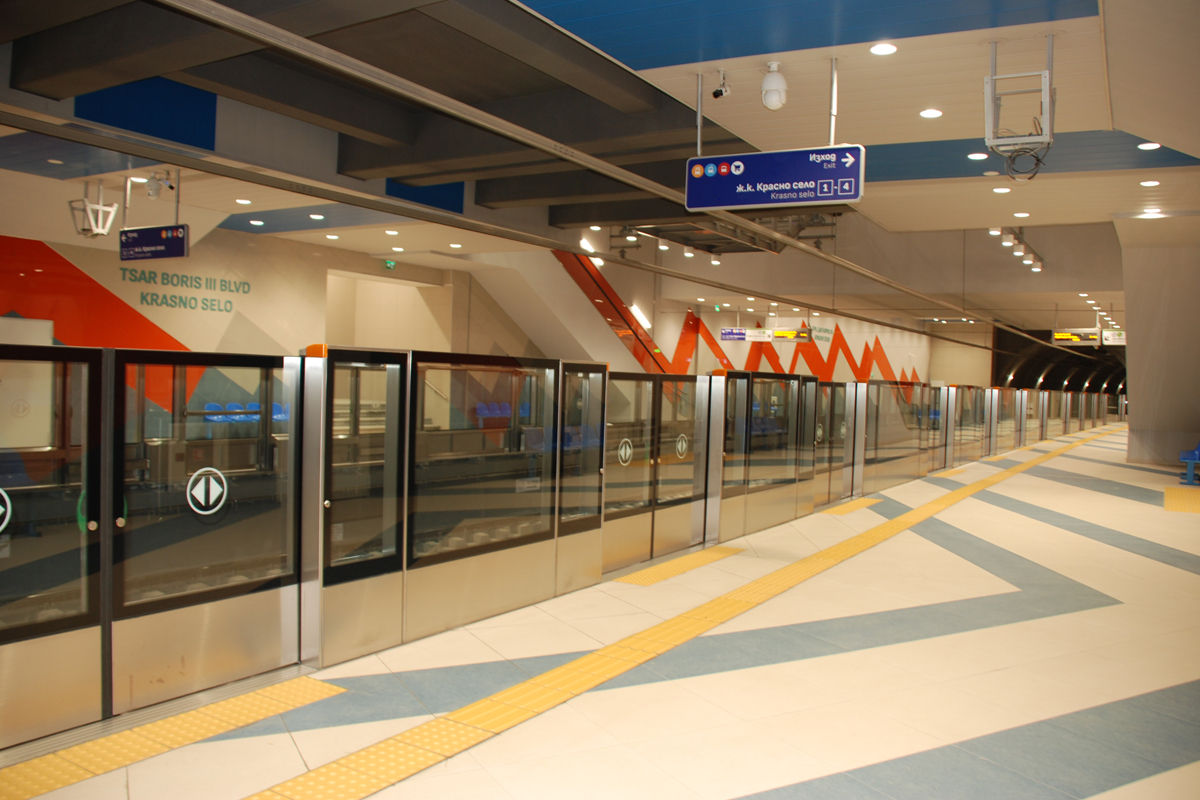
Станція Красне село Софійського метрополітену.

### Велика Британія
У Лондонському метрополітені платформні розсувні двері встановлені на єдиній лінії — Джубилі.

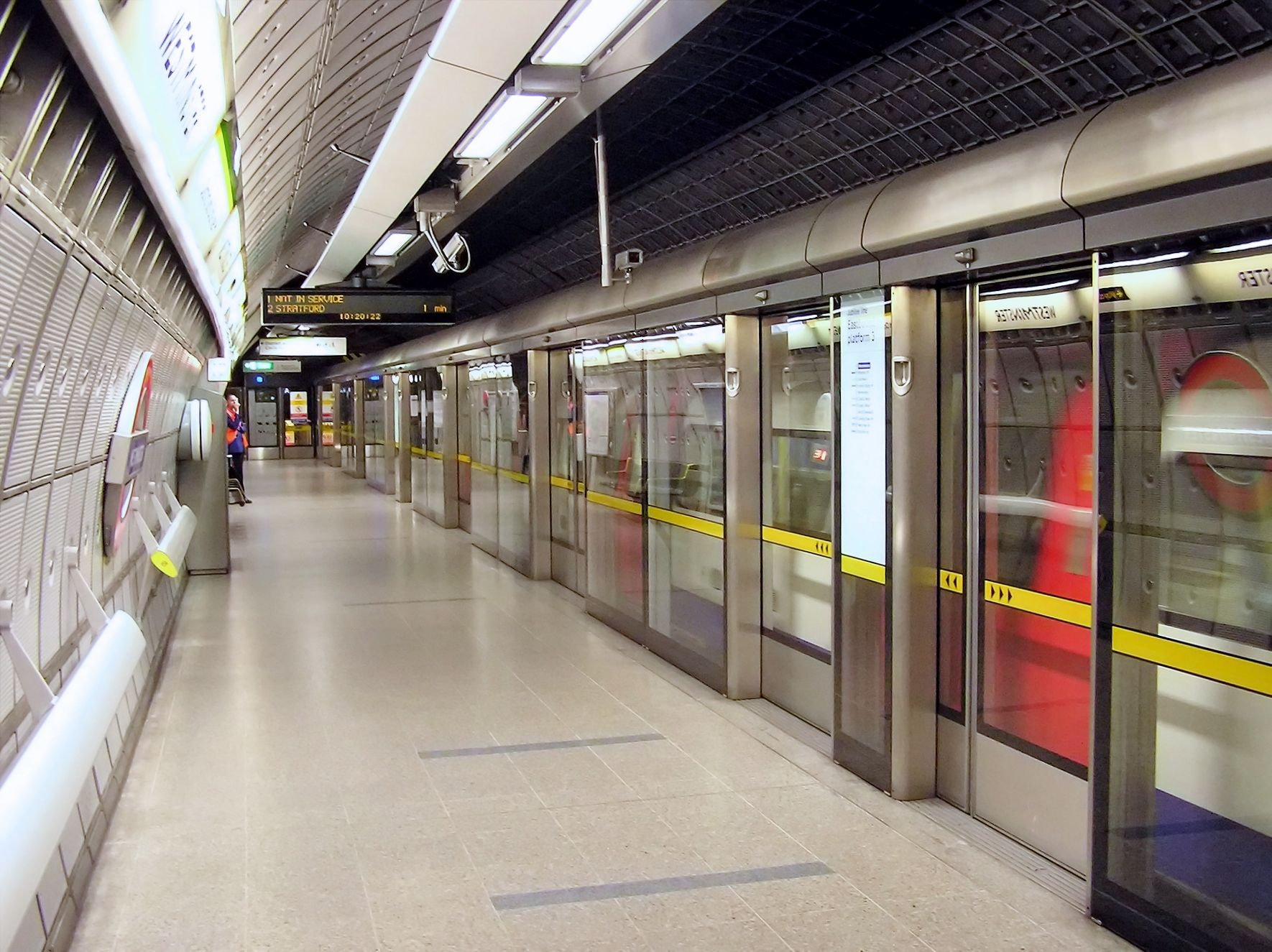
Станція Вестмінстер Лондонського метрополітену.
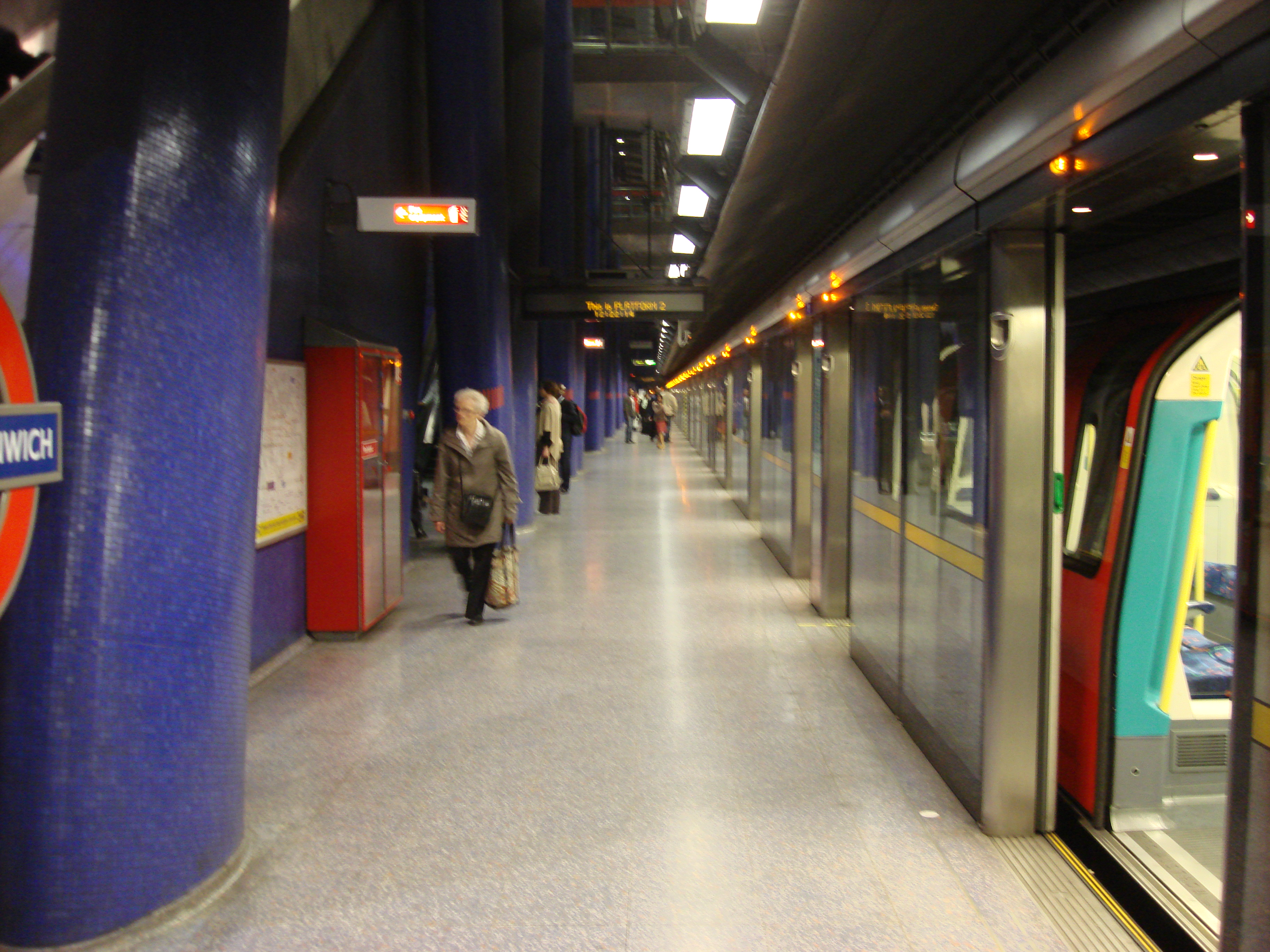
Станція  Норт-Грінвіч Лондонського метрополітену.

### Гонконг
У Гонконзькому метрополітені на всіх станціях, за винятком тих, які знаходяться на лінії Іст-Рейл, встановлені платформні розсувні двері або автоматичні платформні ворота. Платформні розсувні двері встановлені як на підземних станціях, так і на наземних станціях, а автоматичні платформні ворота тільки на наземних станціях. Жодна зі станцій лінії Лайт-Рейл не обладнана технологією горизонтального ліфта.

### Німеччина
Платформні розсувні двері встановлені на всіх станціях підвісної монорейкової лінії H-Bahn.

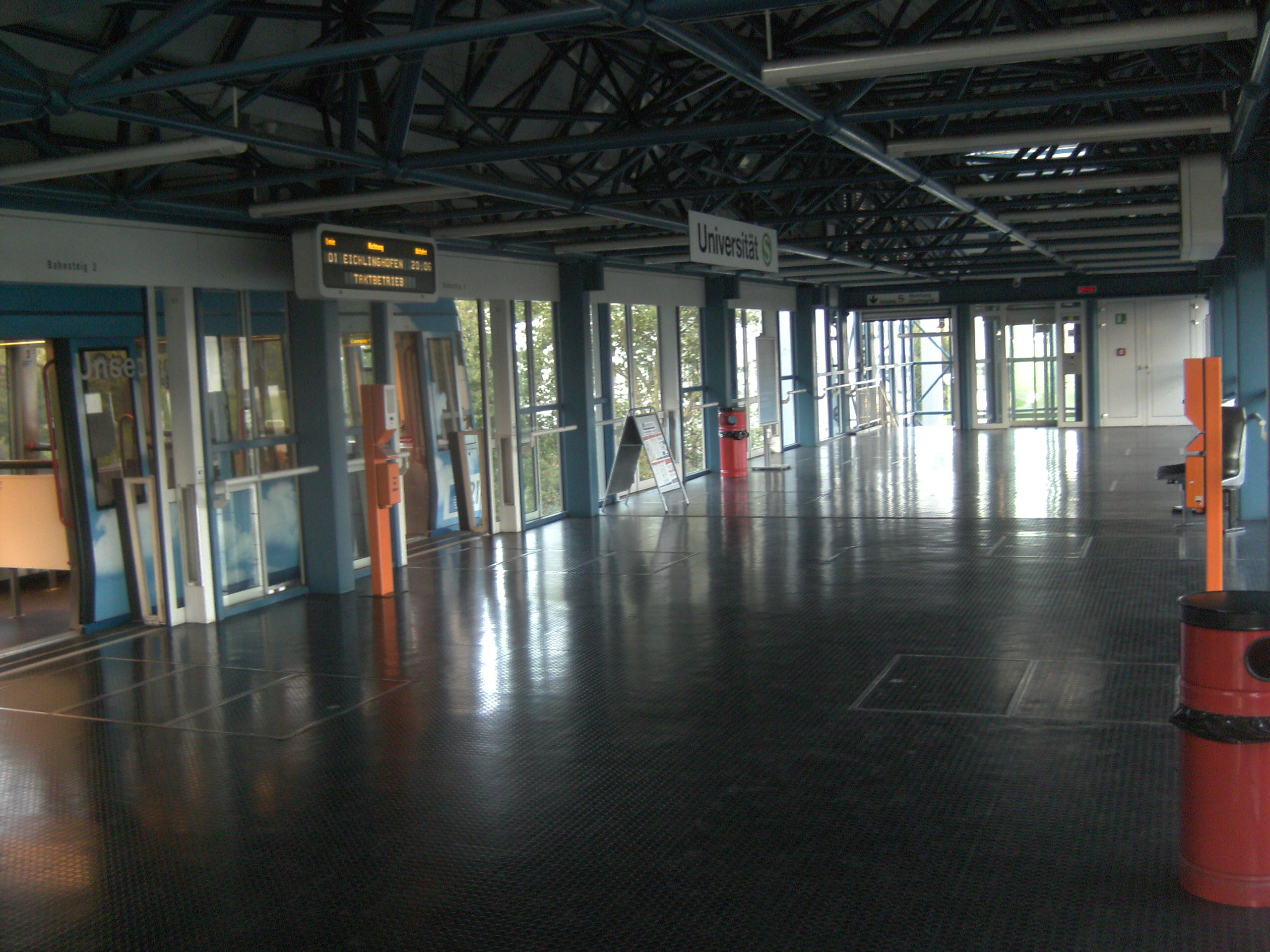
Станція технічного університету Дортмунду лінії H-Bahn.
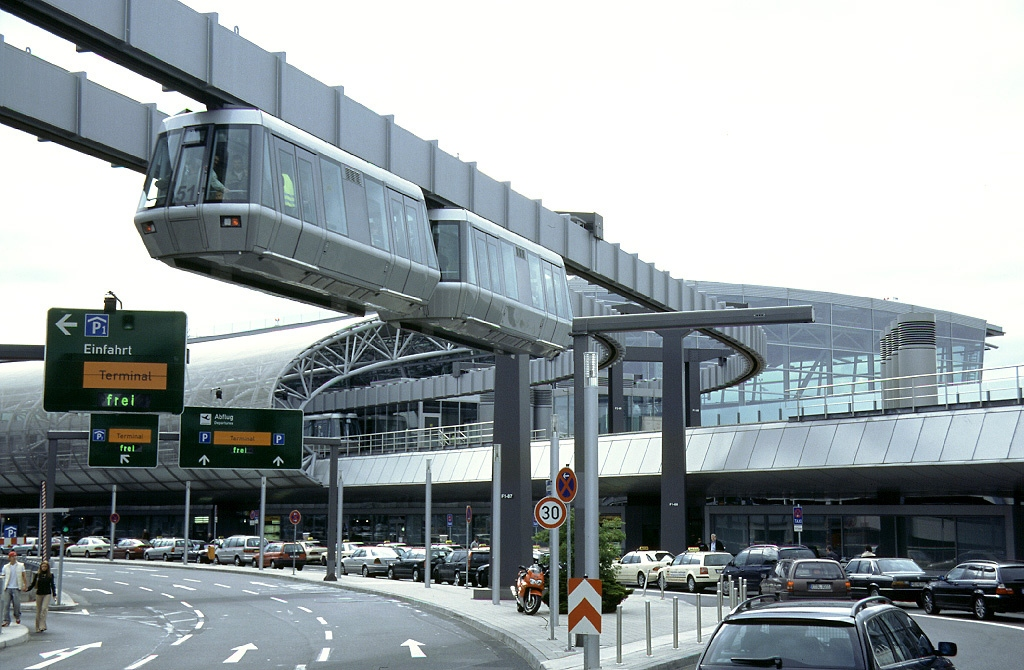
Станція аеропорту Дюссельдорфа лінії H-Bahn.

### Данія
На всіх станціях Копенгагенського метрополітену встановлені платформні розсувні двері.

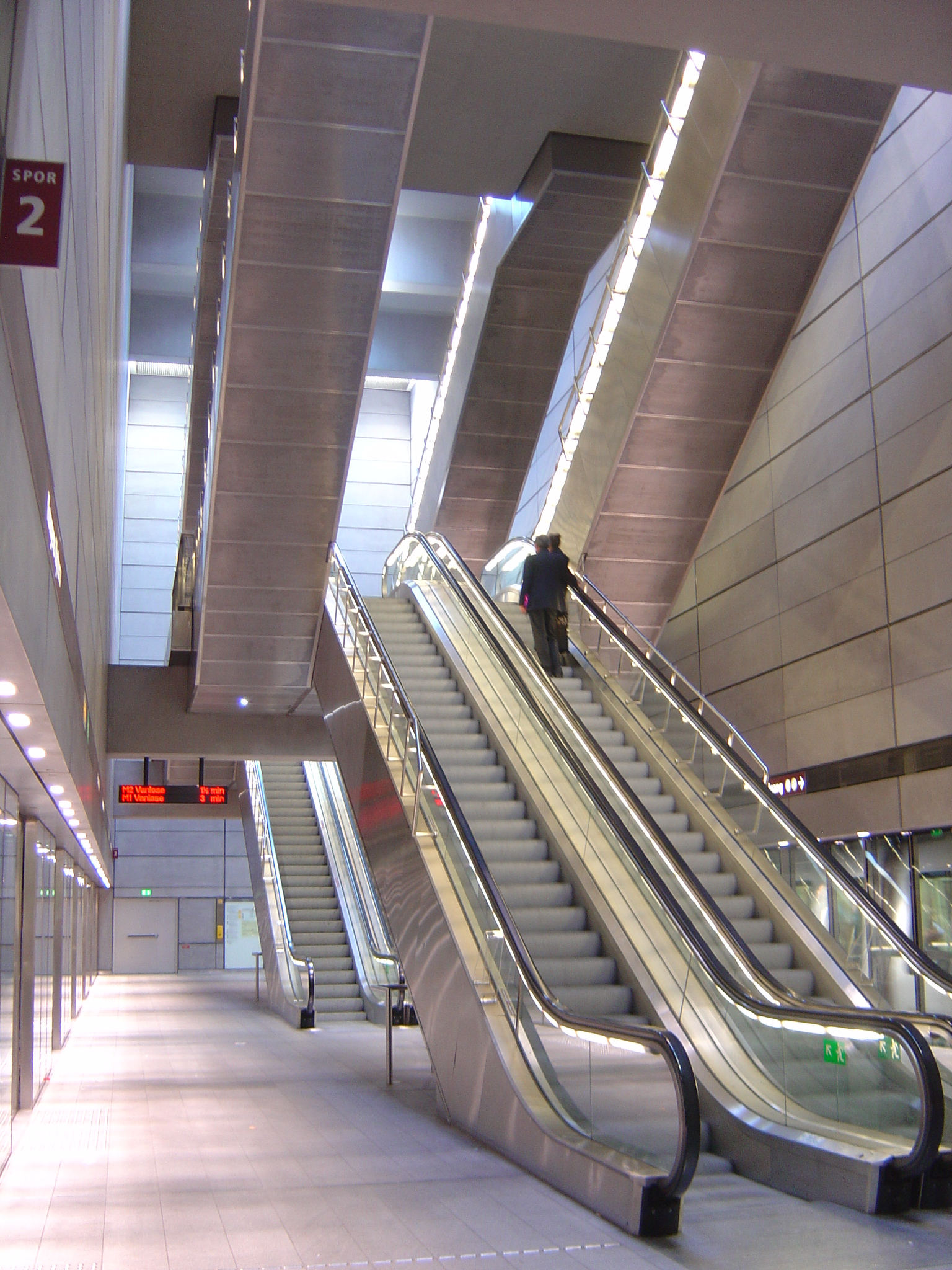
Станція Конгс Ньютор Копенгагенського метрополітену.
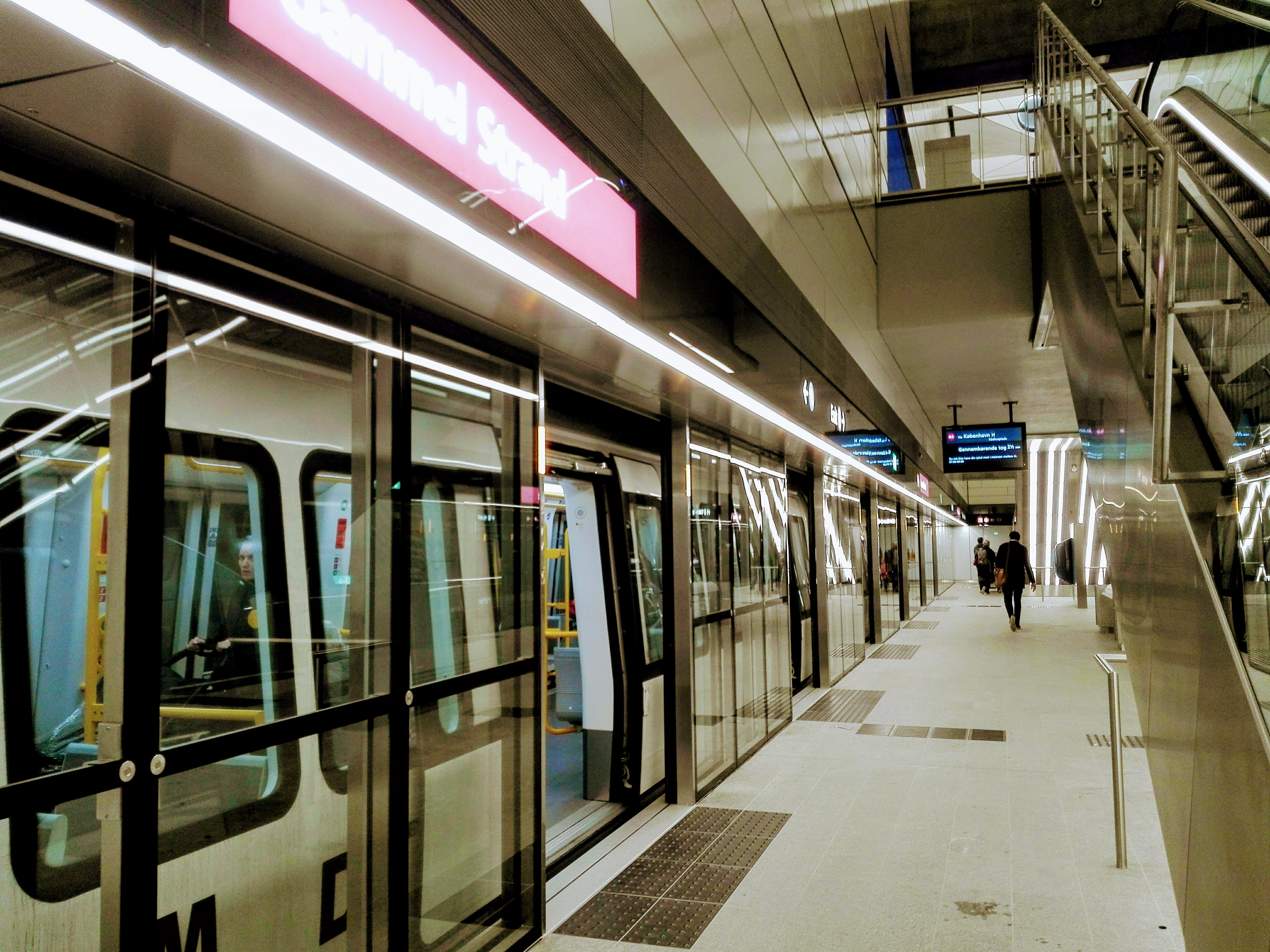
Станція Gammel Strand Station Копенгагенського метрополітену.

### Японія
В Японії система автоматичних платформних воріт більш поширена, ніж система платформних розсувних дверей, позаяк коштує дешевше при модернізації побудованих станцій у минулому і встановленні на нових. У більшості старих, великих і в основному вже побудованих в XX столітті систем метро, таких як у Японії та Європі, модернізація станцій, які не передбачали спочатку систему горизонтальних ліфтів, обходиться дорожче, ніж установка на вже розрахованих на цю систему нових станціях відносно молодих метрополітенів, таких як метрополітени Сінгапура , Сеула, Гонконга тощо. Загалом висота дверей у японському різновиді цієї системи нижча, ніж в інших країнах. Система платформних розсувних дверей у Японії використовується тільки на відносно молодих і нових системах метро і лініях: Хіросімський метрополітен, лінія Намбоку в Токійському метро (є першою в японському метрополітені і єдиною в токійському метро) і лінія Тодзай у Кіотському метро.